# Condado de Calhoun (Illinois)
El condado de Calhoun es un condado estadounidense, situado en el estado de Illinois. Según el censo de los Estados Unidos del 2000, la población es de 5084 habitantes. La cabecera del condado es Hardin.

## Geografía
Según la Oficina del Censo de los Estados Unidos, el condado tiene un área total de 735 km² (284 millas²). De éstas 657 km² (254 mi²) son de tierra y 77 km² (30 mi²) son de agua.

### Colindancias
- Condado de Greene (Illinois) - noreste
- Condado de Jersey (Illinois) - este
- Condado de St. Charles (Misuri) - sur
- Condado de Lincoln (Misuri) - oeste
- Condado de Pike (Illinois) - noroeste
- Condado de Pike (Misuri) - noroeste

## Historia
El Condado de Calhoun se formó en 1825, su nombre es en honor del político estadounidense, John C. Calhoun.

## Demografía

Pirámide de edad según el censo del año 2000.

Según el censo del año 2000, hay 5084 personas, 2046 cabezas de familia, y 1438 familias que residen en el condado. La densidad de población es de 4 hab/km² (11 hab/mi²). La composición racial tiene:
- 98.17 % Blancos (no hispanos)
- 0.63 % Hispanos (todos los tipos)
- 0.04 % Negros o Negros Americanos (no hispanos)
- 0.16 % Otras razas (no hispanos)
- 0.18 % Asiáticos (no hispanos)
- 0.51 % Mestizos (no hispanos)
- 0.31 % Nativos Americanos (no hispanos)

was 98.80% White, Black or African American, Native American, Asian, from other races, and from two or more races. 0.63% of the population were Hispanic or Latino of any race.
Hay 2046 cabezas de familia, de los cuales el 29% tienen menores de 18 años viviendo con ellos, el 60.80% son parejas casadas viviendo juntas, el 5.7% son mujeres que forman una familia monoparental (sin cónyuge), y 29.7% no son familias. El tamaño promedio de una familia es de 2.98 miembros.
En el condado el 22.90% de la población tiene menos de 18 años, el 7.60% tiene de 18 a 24 años, el 25.90% tiene de 25 a 44, el 22% de 45 a 64, y el 19.20% son mayores de 65 años. La edad media es de 40 años. Por cada 100 mujeres hay 100.8 hombres. Por cada 100 mujeres mayores de 18 años hay 100.4 hombres.
Tabla de la evolución demográfica:
|       | 1900 | 1910 | 1920 | 1930 | 1940 | 1950 | 1960 | 1970 | 1980 | 1990 | 2000 |
| ----- | ---- | ---- | ---- | ---- | ---- | ---- | ---- | ---- | ---- | ---- | ---- |
| TOTAL | 8917 | 8610 | 8245 | 8034 | 8207 | 6898 | 5933 | 5675 | 5867 | 5322 | 5084 |

## Economía
Los ingresos medios de un cabeza de familia el condado es de $34,375 y el ingreso medio familiar es $43,107. Los hombres tienen unos ingresos medios de $32,281 frente a $20,943 de las mujeres. El ingreso per cápita del condado es de $16,785. El 9.00% de la población y el 7.30% de las familias están debajo de la línea de pobreza. Del total de gente en esta situación, 9.10% tienen menos de 18 y el 9.80% tienen 65 años o más.

## Ciudades y pueblos
| - Batchtown - Brussels - Hamburg - Hardin - Beechville | - Kampsville - Beechville - Deer Plain - Gilead - Belleview | - Golden Eagle - Meppen - Michael - Mozier - Birch Island | - Brussels - Centerville - Cliffdale - Conrad - Star City | - Gilead - Golden Eagle - Kritesville - Marshall Landing - Meppen | - The Crossroads - Turner Landing - Winneberger |